# Noah: Đại hồng thủy
Noah: Đại hồng thủy (tựa gốc: Noah) là một phim chính kịch sử thi Kinh Thánh của Mỹ năm 2014 do Darren Aronofsky đạo diễn và lấy cảm hứng từ câu chuyện Kinh Thánh về Tàu Nô-ê trong sách Sáng Thế. Phim do Aronofsky đồng viết kịch bản với Ari Handel, có sự tham gia của Russell Crowe vai Noah, bên cạnh Jennifer Connelly, Emma Watson, Ray Winstone, Logan Lerman, Douglas Booth, and Anthony Hopkins.